# 川口市立十二月田小学校
川口市立十二月田小学校（かわぐちしりつ しわすだしょうがっこう）は、埼玉県川口市朝日にある公立小学校。通称「十小」（じゅっしょう）、「十二月田小」（しわすだしょう）。

## 交通
- 国際興業バス末広 (十二月田中学校下車徒歩1分
- 埼玉高速鉄道川口元郷駅下車徒歩15分

## 教育目標
- 進んで学ぶ子
- 仲良くできる子
- たくましい子

## 沿革
- 1952年7月17日 - 開校。 従来通学していた川口市立元郷小学校より、５年生以下の十二月田町並びに１丁目、２丁目、３丁目の児童６４８名を迎え開校する。
- 1958年7月 - 校旗、校歌の制定。
- 1962年8月1日 - 十二月田小中学校プール完成。
- 1973年7月10日 - 学童保育室設置。
- 1975年1月8日 - 北門新設。
- 1980年2月8日 - 給食配膳室、焼却炉完成。
- 1983年1月14日 - 楽焼窯完成。
- 1986年7月12日 - 校章設置。
- 1991年3月31日 - 物置倉庫新設。
- 1994年3月31日 - 飼育小屋新設。
- 2003年2月27日 - 校長室、職員室、事務室にエアコン設置。
- 2007年4月 - 通級指導教室（そだち・こころの教室）開設。
- 2014年4月 - 通級指導教室を、川口市立青木北小学校に移設。
- 2016年6月 - 普通教室、特別教室にエアコン設置。

## 著名な出身者
- キューティー鈴木 - 元女子プロレスラー